# Berzieux
Berzieux település Franciaországban, Marne megyében. Lakosainak száma 71 fő (2022. január 1.). Berzieux Malmy, Courtémont, Servon-Melzicourt, Vienne-la-Ville és Virginy községekkel határos.

## Népesség
A település népességének változása:
| Lakosok száma | 110  | 98   | 77   | 77   | 70   | 72   | 74   | 76   | 74   | 71   |
|               | 1968 | 1982 | 1990 | 2006 | 2013 | 2015 | 2017 | 2019 | 2020 | 2022 |